# Brayan Perea
Brayan Andrés Perea Vargas (Cali, 25 februari 1993) is een Colombiaans voetballer die doorgaans als aanvaller speelt. Hij verruilde Deportivo Cali in juli 2013 voor SS Lazio.

## Clubcarrière
Perea stroomde in 2011 door vanuit de jeugd van Deportivo Cali. Hiervoor debuteerde hij op 10 september 2011 in het eerste elftal, tegen Boyacá Chicó. In twee jaar scoorde hij elf doelpunten in 54 competitiewedstrijden voor de club uit zijn geboortestad. Perea tekende op 11 februari 2013 een vijfjarig contract bij SS Lazio. Hij maakte het seizoen nog af bij Deportivo Cali. Bij SS Lazio kreeg het shirtnummer 34.

## Interlandcarrière
Perea nam begin 2013 deel aan de Copa America onder -20 2013 in Argentinië. Hij maakte een doelpunt in de laatste groepswedstrijd tegen Argentinië. Colombia won het toernooi, waardoor het zich kwalificeerde voor het WK -20 2013 in Turkije. Daar verloor de ploeg van bondscoach Carlos Restrepo in de achtste finales na strafschoppen van Zuid-Korea -20.